# Brénod
{{posodobi}} v skladu z novo upravno delitvijo Francije 2016
Brénod je naselje in občina v jugovzhodnem francoskem departmaju Ain regije Rona-Alpe. Leta 2009 je naselje imelo 544 prebivalcev.

## Geografija
Kraj se nahaja v pokrajini Bugey 53 km jugovzhodno od središča departmaja Bourg-en-Bresse.

## Administracija
Brénod je sedež istoimenskega kantona, v katerega so poleg njegove vključene še občine Champdor, Chevillard, Condamine, Corcelles, Le Grand-Abergement, Hotonnes, Izenave, Lantenay, Outriaz, Le Petit-Abergement in Vieu-d'Izenave s 3.721 prebivalci. 
Kanton je sestavni del okrožja Nantua.